# Listrocerum aspericorne
Listrocerum aspericorne là một loài bọ cánh cứng trong họ Cerambycidae.